# Club de Grabado de Montevideo
El Club de Grabado de Montevideo fue una institución cultural uruguaya sin fines de lucro dedicada a la producción y la promoción del grabado. Creado en el año 1953 en Montevideo, llegó a desarrollar 50 años de actividad.

## Inicios

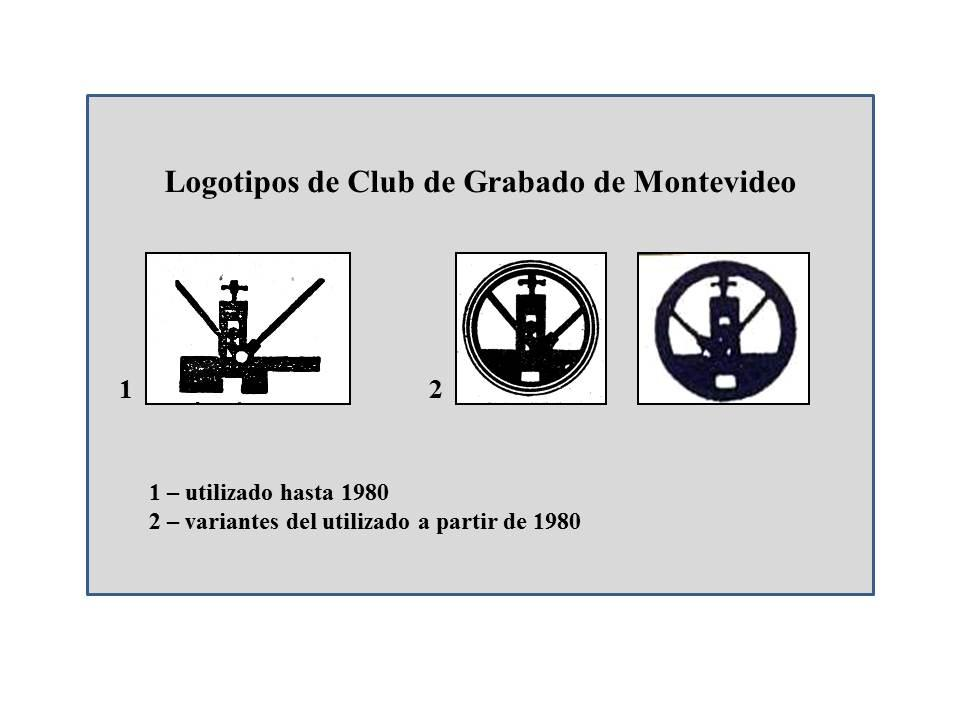
Logotipos.

El Club de Grabado de Montevideo (CGM) fue creado en agosto de 1953. La idea surgió a partir del encuentro en la Europa de posguerra de los años 50, de un grupo de jóvenes uruguayos formados en Bellas Artes y la Facultad de Arquitectura de la Universidad de la República.
Se agrupan Leonilda González y Nicolás “Cholo” Loureiro, egresados de Bellas Artes, con Aída Rodríguez y Beatriz Tosar, estudiantes ambas de arquitectura y la pintora y grabadora Susana Turiansky.
Leonilda González refiere que “la suerte nos acompañó una vez más, pues aquella idea algo romántica y al parecer muy remota concebida en París de alquilar un taller colectivamente, se dio mucho antes de lo soñado”. El grupo encuentra una sede para el taller en la azotea de un viejo edificio de la calle Río Branco esquina 18 de Julio en la ciudad de Montevideo.
Habían conocido en Francia a artistas brasileños que les hablaron del Grupo de Bagé, el cual había nucleado artistas de esa ciudad y de Porto Alegre. Lo integraban, entre otros, Carlos Scliar, Glênio Bianchetti, Danúbio Gonçalves, Vasco Prado y Glauco Rodrigues. Defendían la popularización del arte múltiple encarando temas sociales y regionales, y habían formado con ese objetivo el Clube de Gravura de Bagé y el Clube de Gravura de Porto Alegre muy influenciados por el Taller de Gráfica Popular mexicano.
En abril de 1953 Leonilda González había asistido al Congreso Continental de la Cultura organizado por Pablo Neruda en Santiago de Chile, donde los grabadores de Río Grande do Sul hicieron un llamado a crear movimientos similares a los suyos. Regresa a Montevideo con la visión de vincular el arte a sectores más amplios de la población mediante obras multiejemplares.
El proyecto queda pronto en manos de Leonilda, y será ella la artista que impulsará el proyecto de institución y lo liderará hasta su partida al exilio en el año 1976. El grupo colaborará activamente en la realización de la primera campaña de socios.

## La cultura independiente en el Uruguay

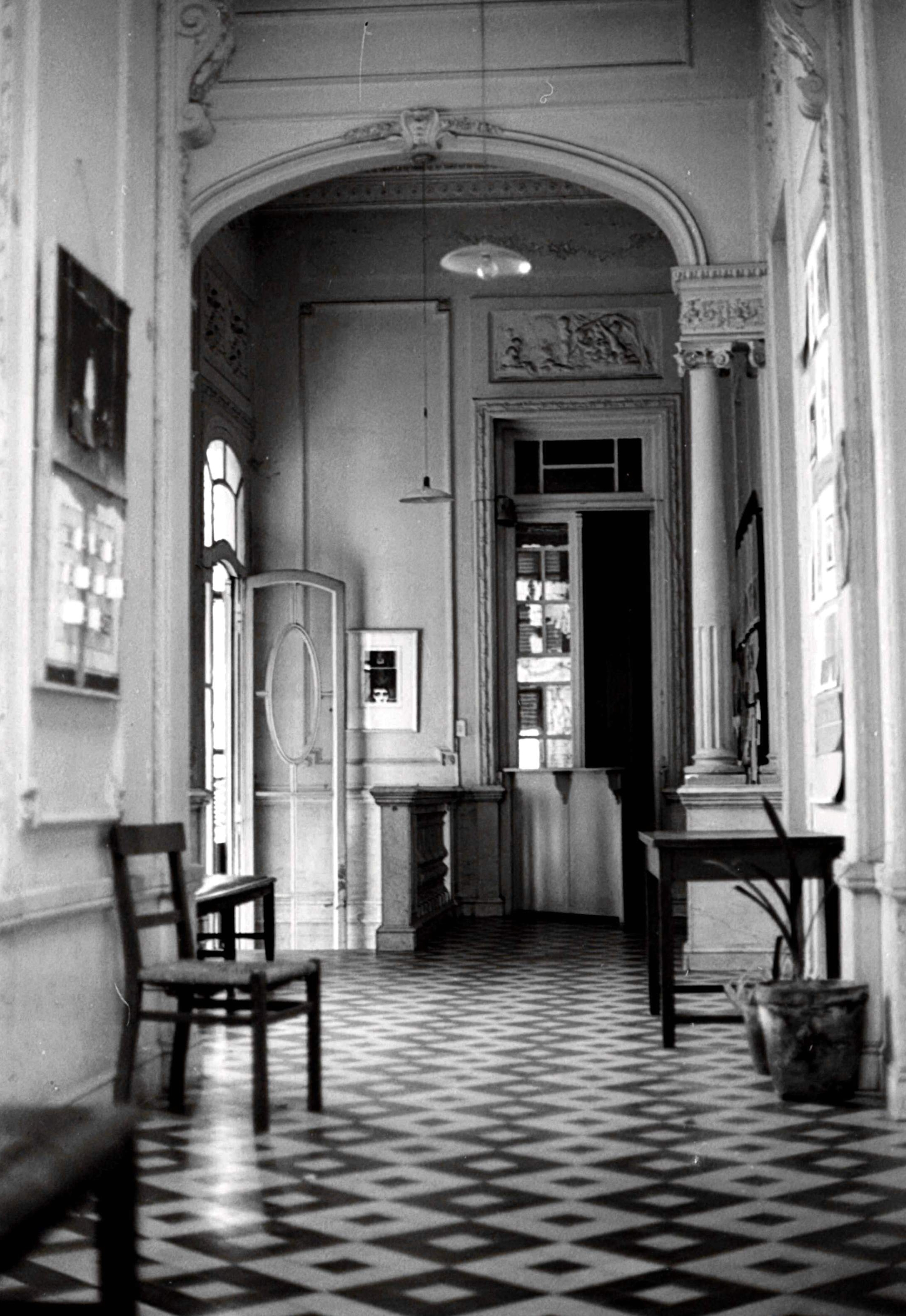
Interior de la sede social.

En el Uruguay de la segunda posguerra mundial fueron surgiendo una serie de instituciones culturales sin fines de lucro, que conformaron un vasto movimiento de alcance plástico, teatral, musical, editorial y cinematográfico, y por ello la idea de un Club de Grabado se inscribe perfectamente en el seno de esa cultura socioclubista independiente del Estado.
Entre otros, el Foto Club Uruguayo había sido fundado en 1940, la Federación Uruguaya de Teatros Independientes en 1947, el Cine Club del Uruguay en 1946, el Club de Teatro, la institución teatral El Galpón y Cine Universitario en 1949, así como Cinemateca Uruguaya en 1952. Son entidades conformadas en general en base de una estructura de socios activos y cotizantes. A partir de 1961, la primera Feria Nacional de Libros y Grabados abrirá, todos los fines de año, un espacio de amplio contacto entre los productores culturales de todo tipo y el público en general.
El propósito de contar con un grupo de asociados para realizar actividades culturales no se debía solamente a una búsqueda de soporte económico, sino, y sobre todo, propugnaba la construcción de una llamada cultura independiente de carácter nacional y popular.
El socio es entendido como colaborador y participante: un vehículo efectivo, igual que el artista, para un programa de alianzas culturales con las clases populares. 
Carlos Fossatti, grabador y teórico militante del Club de Grabado de los años iniciales, afirmaba que era necesario agrupar al socio y al grabador, crear equipos de trabajo, con una responsabilidad compartida que permitiera hacer planes a largo plazo. 
En uno de los manifiestos del CGM, aparecido en 1956, se hacía la siguiente declaración de propósitos: “Sobre la base de que por medio del grabado se puede llegar a los distintos sectores del pueblo, manteniendo despierto su interés por las manifestaciones artísticas, y de que sólo de la consubstanciación del artista y el público nacerá una expresión popular y auténticamente nacional, se ha creado el primer Club de Grabado del Uruguay”.
En ese momento el objetivo fundamental no era la mera transmisión de ideas políticas a través de la imagen múltiple, sino la creación de una plataforma gráfica al servicio de una estrategia de implementación de lo que las capas medias intelectuales entendían como popularizar el arte, propósito concomitante con la alianza de esos sectores con el proletariado sindicalizado.

## Edición, enseñanza, extensión
El Club de Grabado de Montevideo editará, desde su creación, un grabado con periodicidad mensual que entregará a sus socios. En agosto de 1953, Susana Turiansky tuvo a su cargo la confección de la primera edición de cien ejemplares que se distribuyen entre los, por entonces, 50 socios que pagaban un peso uruguayo mensualmente. Es un linograbado conocido como Pescador.
Entre 1954 y 1959, las ediciones mensuales correspondieron a una veintena de grabadores, entre ellos Leonilda González, Susana Turiansky y Fernando Cabezudo. Participan artistas de la misma generación que los citados, como Anhelo Hernández Ríos, Glauco Capozzoli, Raúl Cattelani, César Prieto y Ruisdael Suárez.
El tiraje de las ediciones llegará a unos quinientos al terminar la década. Los socios pasan a ser 1.400 en 1964.
Desde su fundación hasta mediados de los años 60 prevalece en el CGM la producción xilográfica en gran medida tributaria del realismo social en sus formas epigonales, con ilustraciones de la vida urbana o rural.
Desde sus comienzos CGM encara también una política de extensión, organizando y/o auspiciando muestras de grabadores nacionales y extranjeros; así a fines de 1953 se presentarán en la Facultad de Arquitectura los artistas de los clubes de gravura de Bagé y Porto Alegre. En 1954 lo hará el chileno Julio Escaméz, y al año siguiente el artista argentino Abraham Vigo. Club de Grabado expone en 1955 a cielo abierto en la céntrica Plaza Libertad de Montevideo y se presentará un año después en Buenos Aires, Mendoza y Río de Janeiro. En 1958 interviene en la muestra “El Grabado” en la Sala de Exposiciones del Subte Municipal montevideano. La Feria Nacional de Libros y Grabados contará con un stand del CGM desde sus primeras ediciones.
Los primeros estatutos del Club de Grabado son discutidos desde el año 1961, buscándose así una forma orgánica que tomaba como modelo los fundamentos ideológicos y organizativos del Teatro "El Galpón". En 1961 también es demolida la construcción de Río Branco y 18 de Julio. Leonilda González y Carlos Fossatti se casan y se mudan, junto con el CGM, a la calle San Lorenzo en el barrio de Pocitos. En 1963 se volverán a trasladar vivienda particular e institución a apartamentos vecinos de la calle 25 de Mayo al 581. Allí funcionará Club de Grabado de Montevideo hasta 1973 cuando adquirirá, luego de una prolongada campaña económica, su posterior y última sede.
Se van sumando grabadores, casi uno por año hasta 1963: Antonio Lista, Carlos Fossatti, Lila González Lagrotta, Gloria Carrerou, y en 1964 Gladys Afamado, Rita Bialer, Miguel Bresciano y Juan Douat. José Cziffery y Mazzey continúan colaborando en las ediciones, así como Fernando Cabezudo, Glauco Capozzoli, Raúl Cattelani, Ruisdael Suárez y Eduardo Larrarte. Con la presencia de Bresciano se inicia una nueva generación que crecerá en los años posteriores.
Desde 1956 quienes llegan, incluso con alguna formación anterior intervienen en los cursos de perfeccionamiento técnico de Luis Mazzey. A partir de 1965 la fundación de la Escuela de Club de Grabado establecerá una posibilidad real de participación también para los socios. Así de socio-contribuyente se pudo pasar a ser socio-grabador, o las dos cosas al mismo tiempo. Esto constituyó una manera de llevar a la práctica las ideas presentes en las declaraciones de principios. “Al no considerar al artista necesariamente como un genio, al formar al integrante como individuo consciente de su responsabilidad y de sus posibilidades, al encontrar las formas organizativas y las bases económicas que permiten la actividad conjunta incluso frente a condicionantes adversos como los actuales, y al dar coherencia ideológica a esta acción, el movimiento independiente aparece, ahora, si como un hecho inédito y auspicioso”.
Esta preceptiva programática tendrá un desarrollo expansivo durante años, comenzando a experimentar algunas variantes importantes después de 1970.
Desde 1956 la Escuela de Grabado de CGM había comenzado por limitarse a la parte práctica y técnica, pero un nuevo plan de estudios se inicia en 1965. Esta etapa contará a partir de 1967 con la participación de Rimer Cardillo que había sido alumno de Mazzey en Bellas Artes.
Un proceso de cambio en el lenguaje y la técnica se inicia con la llegada a la institución de muchos protagonistas de un movimiento que impulsa el dibujo en los años 60.
En 1965 Luis Alberto Solari colabora con una xilografía, mientras que Adela Caballero, Octavio San Martín y Sergio Schmidt firman por primera vez un envío. En 1966 aparecen Tina Borche y Delia Pick, en 1967 lo hace Homero Martínez y el Club edita un grabado de Joaquín Aroztegui. En 1968 se suman Hugo Alíes, Domingo Ferreira, Rimer Cardillo y Susana Donas y al año siguiente Luis Pollini.
La prensa especializada que se ocupa de las actividades del CGM reclama una calidad más sostenida en las ediciones. Este planteo da lugar a concursos internos con jurados y premios destinados a grabadores y alumnos.
Entre 1968 y 1969 se produce un giro hacia el predominio de lo que podríamos llamar figuración lírica, que sin renunciar por completo a sus antecedentes, enfatiza una poética de la subjetividad con nuevos recursos experimentales. La obra que aparece como un hito peculiar en la articulación de los dos períodos es la de Carlos Fossatti.
Con obras de Hugo Alíes, Rimer Cardillo, Mingo Ferreira, Luis Pollini, Nelbia Romero y otros, se habían ido introduciendo gradualmente tanto las pautas de la abstracción pictórica como las de una nueva figuración. Al mismo tiempo la xilografía va dejando de ser el tecnos monopólico para compartirlo con la serigrafía, la litografía, el aguafuerte y el offset, creándose las condiciones propicias para la ampliación conceptual de la disciplina del grabado en el marco del territorio más amplio de las artes gráficas.
A partir de 1966 la edición de almanaques irá dando cuenta también del proceso expresivo y de los cambios político-culturales. El primero de ellos retoma los textos de un viejo calendario de 1861; las xilografías son de Gloria Carrerou y Lila González Lagrotta, la diagramación y las viñetas son de Adela Caballero.

## CGM en el Uruguay en crisis

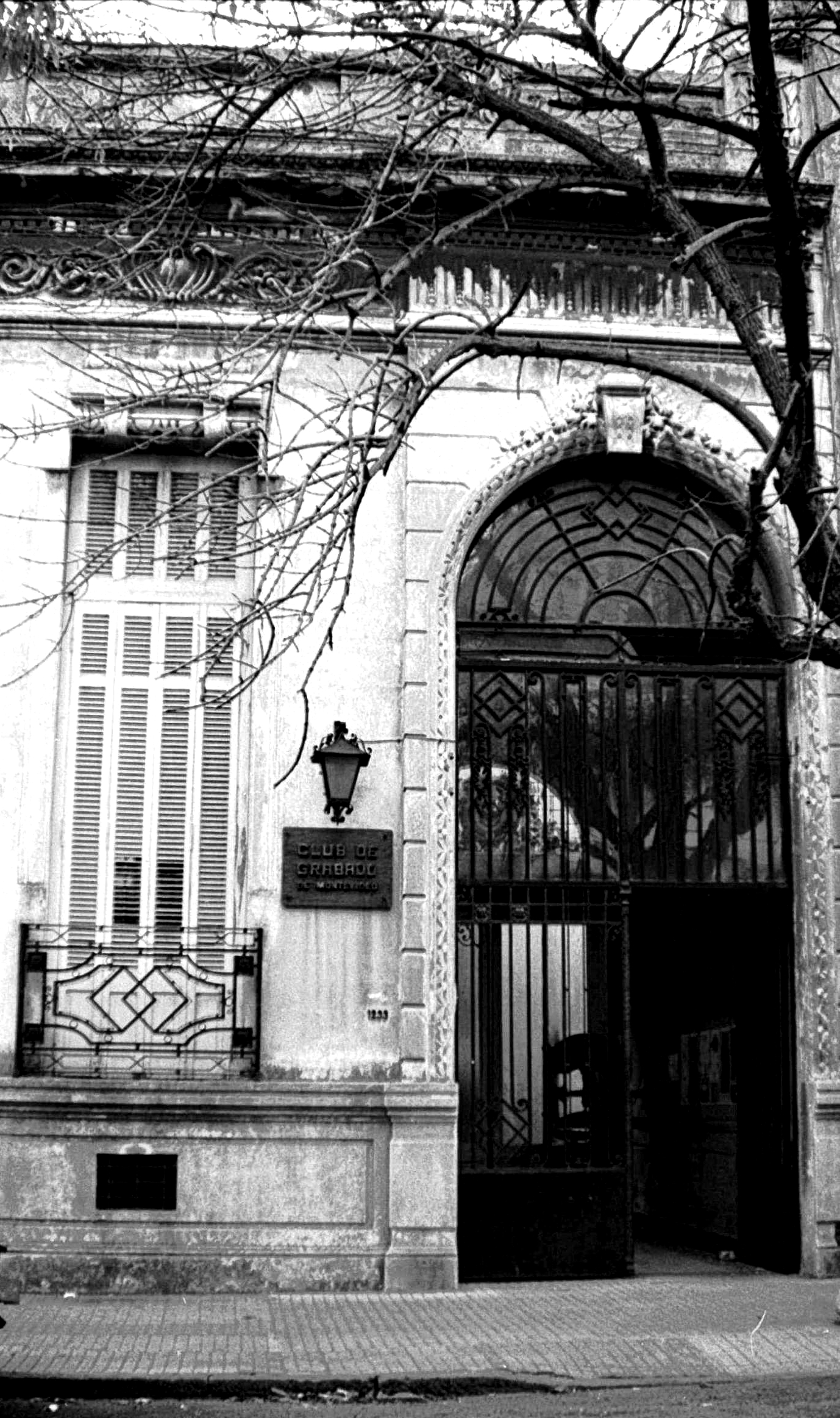
Fachada de la última sede de CGM.

En 1968 Club de Grabado se había sumado a la condena pública de las Medidas Prontas de Seguridad represivas decretadas por el gobierno y adhiere al boicot de los salones oficiales, con la consigna “Con Medidas, Salón No”.
Las ediciones mensuales habían comenzado a atender el clima conflictivo nacional y la situación internacional. La denuncia política se ve en las referencias a la represión policial, al asesinato de estudiantes y a la guerra de Vietnam. Al tiempo se intensifican las exposiciones, conferencias y cursillos en sindicatos obreros, liceos y centros culturales del interior del país en un proceso que será cancelado luego del Golpe de Estado en Uruguay de 1973.
Esta etapa llevó a un reacomodo de las formas de comunicación y de las propuestas gráficas, que desde la radicalización, van adoptando maneras más sutiles de comunicación y resistencia.
En 1971 el Club de Grabado había comprado en la zona céntrica de Montevideo una casona para su nueva sede en la calle Paysandú al 1233, la que fue inaugurada el 4 de mayo de 1973 con amplio apoyo y presencia plural de artistas e instituciones culturales. En 1972 Aron Vandel fue elegido Secretario General, cargo que ocupará hasta 1979, cuando será sustituido por Óscar Ferrando, ingresado en 1973.
Las ediciones irán dando cuenta, tanto de la incorporación de nuevos integrantes (Hilda Ferreira y Nelbia Romero en 1970, Cristina Paiva y Ruben Pepe en 1971, Salomón Azar, Melquíades Jater y Héctor Contte en 1976) así como del apoyo solidario de reconocidas figuras del continente. En 1973, con motivo del vigésimo aniversario, llegan obras de Antonio Frasconi desde Estados Unidos, del también uruguayo Luis Trama, desde México, de Abel Bruno Versacci desde Buenos Aires, de Manuela Pintos desde Rosario, Argentina, de Vasco Prado y Zoravia Bettiol desde Porto Alegre y de Olga Blinder desde Asunción del Paraguay. En 1976 se edita un linograbado de Abel Bruno Versacci. En enero de 1977 Antonio Martorell envía desde Puerto Rico la xilografía Saludo.
Bajo los auspicios de la Embajada de Italia y del Instituto Italiano de Cultura, entre otras instituciones, CGM realizó los Concursos Nacionales de Artes Gráficas desde 1974 hasta 1979. Los sucesivos concursos sumarán nuevos apoyos, y las ediciones mensuales irán publicando obras premiadas.
La actividad de casi siete años de Rimer Cardillo en los talleres de huecograbado y xilografía, y la incorporación de Óscar Ferrando en el taller de serigrafía determinaron importantes cambios internos en la institución. Cardillo dio lugar a una producción en general a contracorriente con el contexto editorial del Club, y Óscar Ferrando será no solamente el promotor de la técnica serigráfica, cuanto figura central en lo que atañe a la organización de los talleres y a la administración interna desde 1976 en adelante. Ese año, cuando Leonilda González y Rimer Cardillo se habían alejado del Club, la reestructura de la escuela confirma una tendencia que operará simultáneamente con la lógica purista del diseño gráfico por un lado, y con la lógica experimental de lo plástico-visual por el otro.
Los almanaques de CGM siguen teniendo éxito de público y abordarán temáticas vinculadas con la situación social, hasta llegar a Canción con todos, cuya edición es decomisada por la policía en la Feria del Nacional del Libro y el Grabado de fines de 1973.
En 1976 se edita el almanaque Verso a verso, con poetas uruguayos. En la carátula figura un poema sin firma manuscrito por Óscar Ferrando. No se identifica el autor ya que es Mario Benedetti, un autor censurado por la dictadura militar.
Mientras muchos uruguayos vivían la represión o la emigración, CGM mantendrá sus puertas abiertas como espacio de creación, de discusiones de proyectos y de realizaciones culturales.
Las alternativas sufridas por el Club de Grabado después del Golpe de Estado deben ser vistas como un hecho particular dentro de la crisis general del campo cultural independiente, cuya etapa de desmantelamiento más radical tuvo lugar a partir de 1976, con la profundización de la represión y del terrorismo de Estado en todos los niveles de la vida social.
A partir de 1974 se impuso una revisión de programa sobre la base de la nueva realidad política signada por la censura, por la imposibilidad de reunión, por la permanente amenaza de medidas coercitivas y por la necesidad de cancelar muchos de los compromisos que la institución mantenía con institutos de la enseñanza media y con ámbitos gremiales.
En estas condiciones, el nuevo programa de sobrevivencia del CGM tendió a eliminar lo que podría llamarse una política de extensión social y a concentrarse en cuestiones internas relativas a la enseñanza en talleres y de experimentación técnica, buscando sostener una colectividad de socios cada vez más disminuida mediante la regularidad en la edición de grabados mensuales y del infaltable almanaque de fin de año.
Hacia 1974-75 el vínculo entre el socio y la institución se presentaba en los términos inversos de cómo había sido planteado originalmente: si desde los años 50 se proclamaba al artista grabador como una suerte de educador visual que debía llevar su mensaje a las masas populares; ahora se trataba de un artista que debía encontrar respuestas tanto a las nuevas pautas estéticas como a las preferencias de un auditorio progresivamente disminuido y presa de cierto extrañamiento cultural. La caída paulatina de la cantidad de asociados puede medirse a través del tiraje de las ediciones mensuales, que en 1974 todavía se mantenía en el récord de cuatro mil ejemplares, alcanzado ya tres años antes, pero que en 1979 se reduce a dos mil ejemplares y mediante una caída gradual, apenas superará los mil ejemplares al promediar la década de los años 80.
La estructura de talleres con cursos para alumnos externos, la producción editorial de los grabados mensuales y los almanaques y el Concurso Nacional de Artes Gráficas pasan a ser las principales actividades de vinculación social generadas por el CGM en medio de la más dura represión del período dictatorial.
Los encargados de taller serán hacia 1980 Nelbia Romero de grabado en el relieve, Óscar Ferrando en serigrafía y Héctor Contte en grabado en hueco y metal. A ellos se suman, durante un tiempo, cursos de dibujo orientados por Ana Salcovsky, de teoría del color a cargo de Alicia Asconeguy e Historia del Arte por Olga Larnaudie y Gabriel Peluffo.
Uno de los aspectos significativos del proceso experimentado por el Club de Grabado en esos años es el referido a la consolidación de un concepto de grabado más amplio en relación con el secular prestigio, no solamente de la xilografía, sino y sobre todo, de la pieza original, es decir, de la pieza seriada con un tiraje limitado y controlado en cada uno de sus ejemplares por el propio autor.
En 1981 tres instituciones culturales deciden realizar una alianza buscando reforzar sus posibilidades de articulación social, en medio de una crisis económica. Asimismo en esos momentos la dictadura aparecía algo debilitada después de su primera gran derrota política con el Plebiscito constitucional en Uruguay de 1980.
Club de Grabado de Montevideo y Cinemateca Uruguaya, instituciones que funcionaban como ámbitos deliberativos y de difusión cultural sobre la base de una estructura de socios, incorporarán a la movida al Teatro Circular. Este elenco teatral actuaba también como uno de los baluartes de la llamada música popular uruguaya en tiempos de dictadura.

## CGM en el período de reinstitucionalización democrática
La apertura democrática propició una considerable afluencia de artistas y estudiantes al CGM, pero por otro lado dará lugar a un cambio radical en las coordenadas dentro de las cuales, desde 1974, se habían inscripto la actividad y los talleres. Al ir cayendo los muros de aislamiento y autocontrol que habían determinado la estructura interna vigente durante más de una década, se produce una crisis de misión que afectaba el diseño político del CGM ante la multiplicidad de posibilidades que se abrían en la nueva etapa del país.
Desde 1986 muchos de los integrantes del Club comienzan a sentirse solicitados por otras alternativas de participación social, al tiempo que la institución pierde la razón de ser que le había otorgado su principal sentido: la de enclave deliberativo al servicio de una micropolítica de grupos de resistencia cultural.
Esta súbita intemperie institucional provoca una crisis paradojal por exceso de posibilidades, lo que origina a su vez, una crisis depresiva ante la toma de conciencia repentina de las carencias del modelo organizativo sostenido hasta entonces.
La Asamblea General de Integrantes del CGM comienza a funcionar en régimen permanente desde octubre de 1987 hasta enero de 1988, discutiendo el proyecto institucional que habría de regir el destino futuro. El punto de discrepancia fundamental radicaba en los límites conceptuales de la actividad artística a desarrollar por parte del CGM. Ello se dirimirá en un plebiscito llevado a cabo el 7 de enero de 1988, que da lugar a la renuncia de su Secretaria General Ana Tiscornia y de Nelbia Romero, promotoras de la orientación desestimada. En realidad no hubo un proyecto exitoso y otro derrotado, sino que hubo un desprendimiento interno previsible como desenlace de una situación de crisis sin posibles soluciones de emergencia.

## El comienzo del fin
En 1990 renunciará a su vez a la Secretaría General y se alejará Álvaro Cármenes. En 1992 lo hará Óscar Ferrando, y en 1993 Héctor Contte abandona sus ya esporádicos aportes en las ediciones mensuales.
“A mediados de esa década, no quedarán así en la institución artistas ni docentes que hubieran tenido protagonismo relevante en los años 80. Quienes continuaban realizando tareas en ese lugar, no solamente carecían de un programa ético-político en sentido institucional, sino que mantenían rutinariamente la edición de grabados, y de almanaques, y realizaban algunos cursos, paralelamente a lo que constituía su razón de ser primordial: una actividad comercial de servicios de serigrafía cuya quiebra, hacia el año 2004, significó la desaparición de los archivos, la venta de existencias de grabados y de instrumentos de impresión, a lo que se agregó, para colmo, el remate judicial del edificio sede.
Más allá de las circunstancias y responsabilidades individuales comprometidas en la desaparición del legado histórico de la institución, este final viene a inscribirse, inexorablemente, no sólo en una decadencia y transformación de la cultura socioclubista clásica, sino en el contexto crítico general de un campo cultural balcanizado, amenazado por grandes y pequeñas corrupciones, afectado profundamente por las transformaciones que le impuso la lógica neoliberal cuyos resultados se hicieron sentir, de manera radical, desde la primera década del nuevo siglo”.